# 내 루저 같은 친구들
《내 루저 같은 친구들》(영어: Flock of Dudes)은 2016년 미국의 코미디 영화로, 밥 캐스트론 감독이 연출했다.

## 출연진
- 크리스 델리아 - 애덤
- 스카일러 애스틴 - 데이비드
- 브라이언 그린버그 - 배럿
- 해나 시몬 - 베스
- 힐러리 더프 - 어맨다
- 제이미 정 - 캐서린
- 멀리사 라우치 - 제이미
- 브렛 겔먼 - 하위
- 에릭 안드레 - 무크
- 마크 마론 - 릭트먼
- 쿠마일 난지아니 - 로
- 해니벌 버리스 - 푸시팝
- 티머시 사이먼스 - 집사
- 제프리 로스 - 자위자
- 키아 호 - 롤라
- 켈런 콜먼 - 크리스타
- 칼리 크레이그 - 제인
- 조 가브루스 - 가브루스
- 미치 이킨스 - 넬슨
- 데이비드 네허 - 라일
- 바그나 코베 - 조
- [[레이 리오타] - 리드 삼촌